# Almost Here
Albums de The Academy Is...
Santi
(2007)
Singles
1. Checkmarks
Sortie : 2005
2. Slow Down
Sortie : 2005
3. The Phrase That Pays
Sortie : 2006

Almost Here est le premier album du groupe américain de rock indépendant The Academy Is..., publié le 8 février 2005 par Fueled by Ramen.

## Liste des chansons
Toutes les paroles sont écrites par William Beckett, toute la musique est composée par Mike Carden et William Beckett.
| No  | Titre                       | Durée |
| --- | --------------------------- | ----- |
| 1.  | Attention                   | 2:53  |
| 2.  | Season                      | 3:34  |
| 3.  | Slow Down                   | 4:02  |
| 4.  | The Phrase That Pays        | 3:17  |
| 5.  | Black Mamba                 | 2:46  |
| 6.  | Skeptics and True Believers | 2:54  |
| 7.  | Classifieds                 | 2:52  |
| 8.  | Checkmarks                  | 3:00  |
| 9.  | Down and Out                | 4:30  |
| 10. | Almost Here                 | 3:06  |